# Clinterocera borneensis
Clinterocera borneensis är en skalbaggsart som beskrevs av Jan Krikken 1982. Clinterocera borneensis ingår i släktet Clinterocera och familjen Cetoniidae. Inga underarter finns listade i Catalogue of Life.